# BRM P153
La BRM P153 è una vettura di Formula 1 realizzata della BRM per la stagione 1970.

## Sviluppo
Dopo diverse stagioni fallimentari dal punto di vista sportivo, il proprietario della BRM, Sir Alfred Owen, decise di adottare misure drastiche per colmare il gap con le altre squadre. Ciò lo indusse ad assumere il progettista Tony Southgate.
Con i buoni successi conseguiti nel 1970, la P153 venne aggiornata e trasformata nella versione evoluta P160 grazie al lavoro del progettista Aubrey Woods.
Nel 1972, la vettura venne nuovamente aggiornata e rinominata BRM P180, ma i risultati furono scarsi, tanto che nel 1974 la vettura venne ulteriormente sviluppata ed evoluta nella BRM P201.

## Tecnica
La nuova vettura, denominata P153, era dotata di un telaio monoscocca di nuova concezione, in quanto abbandonava la precedente forma a sigaro ed adottava una nuova linea a bottiglia di coca-cola, in quanto aveva due serbatoi in plastica disposti in due pance laterali ai lati dell'abitacolo.  Le sospensioni erano a doppi bracci trasversali nella sezione anteriore e a bracci oscillanti trasversali invertiti al posteriore, mentre l'impianto frenante era costituito da quattro freni a disco ventilati. Come propulsore venne installato un BRM P142 dalla potenza di 440 cv gestito da un cambio a cinque velocità manuale. Il raffreddamento delle componenti meccaniche era affidata ad una presa d'aria anteriore che ai lati aveva due piccoli alettoni, e nella sezione anteriore trovava posto uno spoiler regolabile.
La versione evoluta BRM P160 presentava un nuovo telaio monoscocca, la configurazione delle sospensioni rivista e il propulsore potenziato.
La BRM P180 era dotata invece di una nuova configurazione per quanto riguarda le prese d'aria disposte ora ai lati della vettura. La successiva BRM P201 presentava una linea più squadrata ed un ritorno al propulsore V12.

## Attività sportiva
La P153 venne sponsorizzata dalla Yardley e come piloti vennero ingaggiati Jackie Oliver e Pedro Rodriguez. Quest'ultimo riuscì a cogliere la vittoria nel GP del Belgio, la quale contribuì al raggiungimento del sesto posto in classifica costruttori al termine del campionato.
Nel 1971 Oliver fu sostituito da Joseph Siffert, il quale riuscì ad ottenere la vittoria nel GP d'Austria. Rodriguez perse la vita in un incidente durante il campionato, e venne sostituito da Peter Gethin che riuscì a vincere il GP d'Italia permettendo alla BRM di giungere seconda nel campionato costruttori.
Il 1972 fu un anno disastroso rispetto al precedente, in quanto la nuova configurazione delle prese d'aria sbilanciò la vettura rendendola ingovernabile. Non andò meglio nella stagione 1974, quando l'unico risultato degno di nota fu un secondo posto di Jean Pierre Beltoise nel GP del Sudafrica. Quest'anno vide la scomparsa del finanziatore del team Alfred Owen e la successiva liquidazione della squadra.